# Adrianinho
Adrianinho, bürgerlich Adriano Manfred Laaber (* 11. Juli 1980 in Jundiaí), ist ein ehemaliger brasilianisch-österreichischer Fußballspieler. Der Offensivspieler galt als Spezialist für Standardsituationen und gleich stark mit rechts wie links.

## Vereinskarriere
Adrianinho spielte in der Jugend für alle in Jundiaí ansässigen Fußballvereine. Zunächst für den Nacional Atlético Clube und Clube Sao João in der Halle, ehe er zu EC Jundiaiense wechselte und mit dem Rasensport begann. Von dort wurde er von AA Ponte Preta gescoutet und kam in deren Fußballakademie.
Sein Profidebüt feierte er im Alter von achtzehn Jahren in der brasilianischen Serie A. Nach lediglich drei Einsätzen in zwei Spielzeiten, gelang ihm im Jahr 2000 mit sechs Toren in 22 Ligaspielen sein Durchbruch als Stammspieler. 2001 war er maßgeblich am dritten Platz der Mannschaft bei der Copa do Brasil beteiligt, woraufhin er erstmals das Interesse größerer Vereine auf sich zog. Ein etwaiger Transfer scheiterte jedoch an der Ablösesumme, die Ponte Preta für seinen Jungstar einforderte. Nach vier Spielzeiten im oberen Drittel der Liga, schlitterte der Verein jedoch in finanzielle Probleme, woraufhin man bereits während der Saison Topstürmer Washington in die Türkei an Fenerbahçe Istanbul verkaufen musste. Ohne den Spieler geriet man erstmals in den Abstiegskampf und konnte sich erst in der letzten Runde mit einem 2:0-Heimsieg gegen Fortaleza EC retten. Trotz der Transfereinnahmen für Washington, war der Verein zur Mitte der Spielzeit nicht mehr liquide und schuldete einem Großteil der Mannschaft bis zu 10 Monatsgehälter.
In Folge wechselten die damaligen Leistungsträger Rodrigo, Wesley, Mineiro und auch Adrianinho ablösefrei den Verein.
Zur Spielzeit 2004 folgte daraufhin der Wechsel zu Großklub Corinthians São Paulo. Der Klub-Weltmeister aus dem Jahre 2000 hatte sich schon längere Zeit um den filigranen Techniker bemüht und ihm einen Stammplatz in Aussicht gestellt. Adrianinho begann auch als Stammspieler in der Campeonato Paulista, ehe der Verein einen Vertrag mit der internationalen Investorengruppe MSI einging, was den größten Umbruch in der Vereinsgeschichte mitsichzog. MSI tauschte die gesamte sportliche Führung aus und holte in weiterer Folge Topspieler wie die beiden Argentinier Sebastián Domínguez und Carlos Tévez, Roger von Benfica Lissabon bzw. den frischgebackenen Champions-League-Sieger Carlos Alberto vom FC Porto.
Simultan zum Umbruch, ging auch die Zeit von Adrianinho bei Corinthians zu Ende, der mit einem Schlag auf der Streichliste des Vereins stand. In Folge wurde er ohne ein Ligaspiel bestritten zu haben an AD São Caetano abgeschoben. Aber auch bei der Überraschungsmannschaft der letzten Spielzeiten ereilte ihn, ein ähnliches Schicksal. Von Trainer Muricy Ramalho als Wunschspieler geholt, musste dieser kurz nach dem Transfer den Verein verlassen, woraufhin der neue Trainer Péricles Chamusca gleich nach seiner Ankunft verlautbaren ließ, nicht mit Stürmer Borges und Adrianinho zu planen und diese postwendend ligaintern an Paysandu SC abgab.
Beim abstiegsgefährdeten Provinzklub Paysandu spielte Adrianinho daraufhin kurzzeitig wieder groß auf, kam in allen sieben verbleibenden Ligaspielen bis zum Saisonende zum Einsatz und galt als maßgeblicher Faktor für den Klassenerhalt. Nach lediglich vier Monaten im Verein hatte er daraufhin abermals das Interesse größerer Vereine auf sich gezogen, woraufhin er im Jänner 2005 einen weiteren Anlauf bei einem Großklub, diesmal CR Flamengo, versuchte.
Bei Flamengo hatte man die Hoffnung, dass Adrianinho nach zwei mageren Jahren wieder das spielerische Element beleben würde, welches nach dem Abgang von Juninho Paulista abhandengekommen war. So wurde er mit der prestigeträchtigen Trikotnummer 10 ausgestattet und hatte von Beginn an mit einer großen Erwartungshaltung an ihn zu kämpfen. Die erdachte Spielmacherrolle konnte er jedoch niemals ausfüllen und präsentierte sich eher als Fremdkörper im Spiel von Flamengo. Mit der Bestellung von Celso Roth als Trainer Ende April 2005, war für ihn das Kapitel Flamengo wieder beendet.
Nachdem er sich abermals nicht bei einem Großklub durchsetzen konnte, hatte er in Folge endgültig den Nimbus, ein gescheitertes Talent zu sein, über und fand nur schwer einen neuen Verein.
Ein möglicher Transfer nach Österreich zum SV Salzburg scheiterte am Einstieg von Red Bull, und der damit verbundenen Neuaufstellung des Vereins. Ein ligainterner Wechsel zurück nach Campinas zu Guarani FC an der maroden Finanzsituation des Klubs.
Im Sommer 2005 kam er schließlich beim kleinen Vila Nova FC in der Série B unter, ehe er bereits drei Monate später an den griechischen Erstligisten OFI Kreta weiterverliehen wurde. Nachdem er dort bis zur Winterübertrittszeit lediglich fünf Mal als Wechselspieler zum Einsatz gekommen war, wurde der Leihvertrag wieder aufgelöst und Adrianinho ging zurück zu Vila Nova. Es folgten fünf weitere Ligaspiele in der Série B, ehe er erstmals in die Série C zu Ipatinga FC wechselte.
Nach lediglich zwei Monaten in der Drittklassigkeit folgte die Vertragsauflösung durch den Verein und ein weiterer Wechsel zurück in die Série B zu Ceará SC. Der Transfer erwies sich für beide Seiten als Glücksfall. Adrianinho konnte erstmals seit Jahren wieder an früher gezeigte Leistungen anknüpfen und präsentierte sich mit sieben Toren in 16 Ligaspielen als absoluter Leistungsträger der Mannschaft. Zudem wurde er am Ende der Spielzeit in die Mannschaft des Jahres der Série B gewählt.
Bereits zur Folgesaison kam es zu einem weiteren ligainternen Transfer zum finanziell besser aufgestellten Brasiliense FC, wo er die starken Leistungen aus der Vorsaison über einen längeren Zeitraum prolongieren konnte. Nach zwei Spielzeiten mit 13 Torerfolgen wurde bereits wieder über einen Transfer zurück in die Série A spekuliert, ehe er sich 2009 einen Kreuzbandriss zuzog und bis zum Ende des Jahres 2010 rekonvaleszent blieb. Für die letzten beiden Saisonspiele meldete er sich wieder fit, schoss sogar das entscheidende Tor zum 1:2-Auswärtssieg gegen América FC, was jedoch den unglücklichen Abstieg der Mannschaft, punktgleich mit Vila Nova, als Tabellensiebzehnter nicht mehr verhindern konnte. In Folge blieb er Brasiliense auch in der Série C treu.

## Nationalmannschaft
Nachdem Adrianinho 2002 aufgrund seiner österreichischen Großeltern die Staatsbürgerschaft erhalten hatte, brachte ihn 2003 sein damaliger Europa-Manager Slobodan Catic beim ÖFB ins Gespräch. Nach wochenlanger medialer Spekulation über eine Einberufung, stellte der Verband daraufhin über Druck des damaligen Nationalmannschaftstrainers Hans Krankl eine offizielle Anfrage zur Freigabe für die freundschaftlichen Länderspiele gegen Griechenland und Tschechien an Ponte Preta. Zu diesem Zeitpunkt hatte Krankl Adrianinho lediglich per Videostudium beobachtet und drängte darauf ihn persönlich im Training und Spiel zu sehen.
Ponte Preta stimmte der Freigabe zu und vermeldete bereits auf der offiziellen Webpräsenz des Vereins die Einberufung des Spielers, ehe der ÖFB zwei Tage vor Abreise die Einberufung zurückzog. Offiziell wurde daraufhin verlautbart, dass man zwar vom brasilianischen Verband die Bestätigung erhalten hätte, dass Adrianinho für Österreich spielberechtigt wäre, jedoch noch einige Unklarheiten im Raum stehen würden. Der Spieler würde jedoch weiterhin beobachtet werden. Erst Monate später wurde bekannt, dass es bezüglich der Einberufung zu verbandsinternen Zwistigkeiten kam. Als ein Auslöser galt, dass angeblich penetrante Auftreten von Manager Catic, welches den Verband verstörte. Zudem war Krankl bereits durch mehrere Kaderexperimente, wie etwa die Einberufung von Spielern wie Rolf Martin Landerl, Thomas Höller oder Alen Orman, in die Kritik geraten. Dass er nun ernsthaft vorhatte, einen noch nie persönlich beobachteten Spieler einzusetzen, stellte für den ÖFB ein zu großes Risiko dar, woraufhin das Veto zur Einberufung an Krankl erging.
Nachdem er sich nach seinem Abgang bei Ponte Preta über Jahre bei keinem Verein durchsetzen konnte, galt das Thema Nationalmannschaft für beendet, ehe er 2007 nach einer starken Spielzeit für Ceará wieder von einigen österreichischen Medien ins Gespräch gebracht wurde. Seither wird sein Name immer wieder als mögliche Offensivalternative genannt, ohne das eine Einberufung jemals wieder konkret wurde.

## Erfolge
AA Ponte Preta
- Compeonato Paulista A2: 1999

Vila Nova FC
- Campeonato Goiano: 2005

Brasiliense FC
- 4× Staatsmeisterschaft des Distrito Federal (Brasília): 2007, 2008, 2009, 2011